# Heinkel He 72
Heinkel He 72 Kadett ("Cadet") máy bay huấn luyện hai tầng cánh của Đức trong thập niên 1930.

## Biến thể
- He 72A Kadett:
- He 72B:
- He 72B-1:
- He 72B-3 Edelkadett:
- He 72BW Seekadett:
- He 172

## Quốc gia sử dụng
Bulgaria
- Không quân Bulgary

 Tiệp Khắc
- Không quân Tiệp Khắc

 Germany
- Đoàn Máy bay Quốc gia Xã hội chủ nghĩa
- Luftwaffe

 Nhật Bản
- Hải quân Đế quốc Nhật Bản

 Slovakia
- Slovenské vzdušné zbrane
- Không quân Khởi nghĩa Slovak

## Tính năng kỹ chiến thuật (He 72B-1)
Dữ liệu lấy từ "The Complete Encyclopedia of World Aircraft" 
Đặc điểm tổng quát
- Kíp lái: 2
- Chiều dài: 7,50 m (24 ft 7¼ in)
- Sải cánh: 9 m (29 ft 6¼ in)
- Chiều cao: 2,70 m (8 ft 10¼ in)
- Diện tích cánh: 20,70 m² (222,82 ft²)
- Trọng lượng rỗng: 540 kg (1.191 lb)
- Trọng lượng cất cánh tối đa: 865 kg (1.907 lb)
- Động cơ: 1 × BMW-Bramo Siemens-Halske Sh 14A, 119 kW (160 hp)

 Hiệu suất bay 
- Vận tốc cực đại: 185 km/h (100 kn, 115 mph)
- Vận tốc hành trình: 170 km/h (92 kn, 106 mph)
- Tầm bay: 475 km (256 nmi, 295 mi)
- Trần bay: 3.500 m (11.485 ft)
- Vận tốc lên cao: 3 m/s (591 ft/phút)